# Ilha Rongé
A Ilha Rongé ou Ilha Cuverville ou Ilha De Rongé ou Isla Curville ou Ilha Rouge é uma ilha alta, rugosa 5 mi (8 km) de extensão, a maior ilha do grupo que forma o lado oeste do Canal Errera, fora da costa oeste da Terra de Graham. A Ilha Rongé está localizada em 64° 43′ S, 62° 41′ O. A Ilha Rongé foi descoberta pela Expedição Antártica Belga (1897-1899) sob o comando de Adrien de Gerlache que a batizou com o nome de Madame de Rongé (prima de Johannes Ronge), uma contribuínte da expedição.